# Watsonia coccinea
Watsonia coccinea är en irisväxtart som först beskrevs av Herb. och John Gilbert Baker, och fick sitt nu gällande namn av John Gilbert Baker. Watsonia coccinea ingår i släktet Watsonia och familjen irisväxter. Inga underarter finns listade i Catalogue of Life.